# Pieter-Frans De Noter

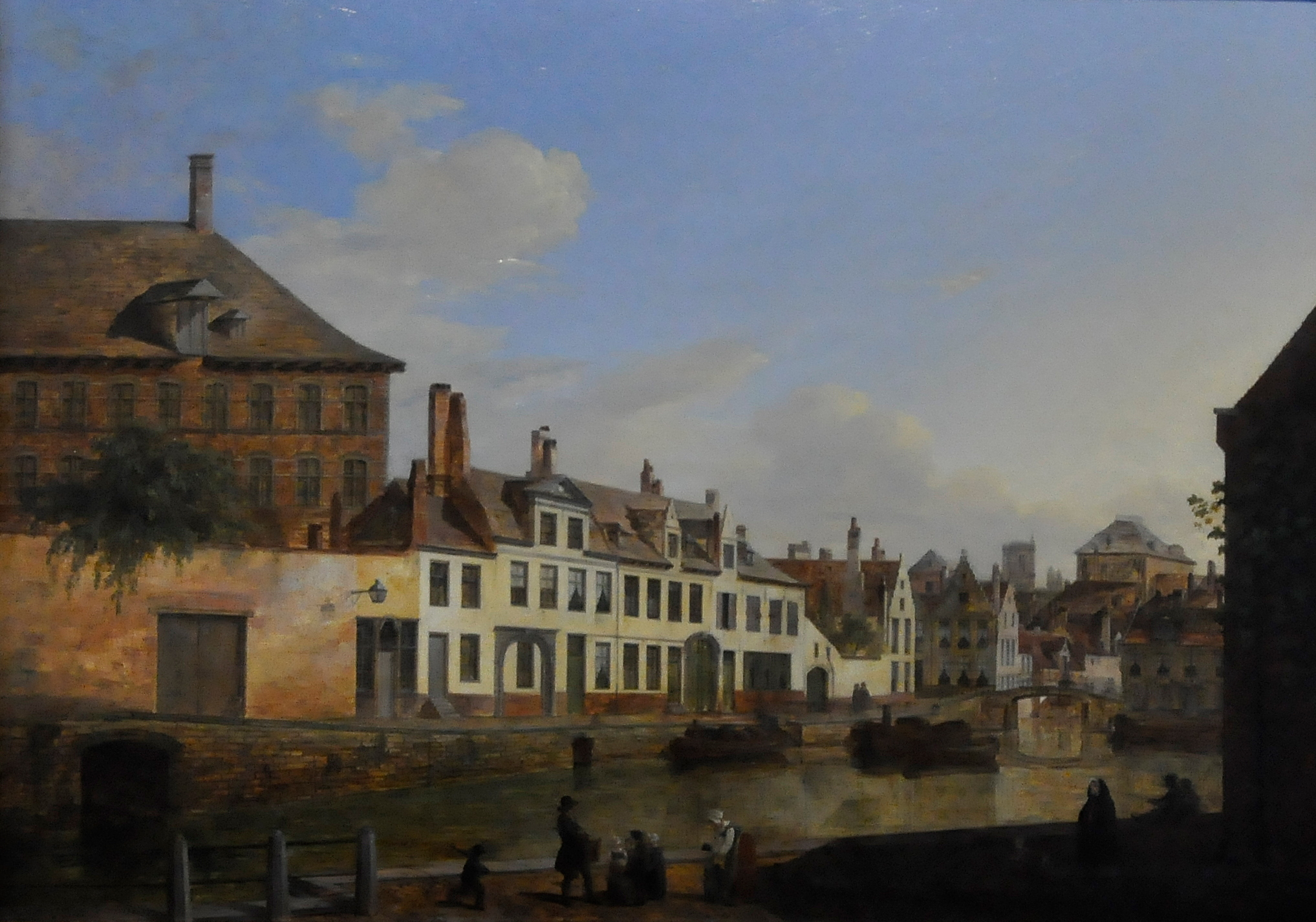
Augustijnenkaai aan de Lieve - Stadsmuseum Gent

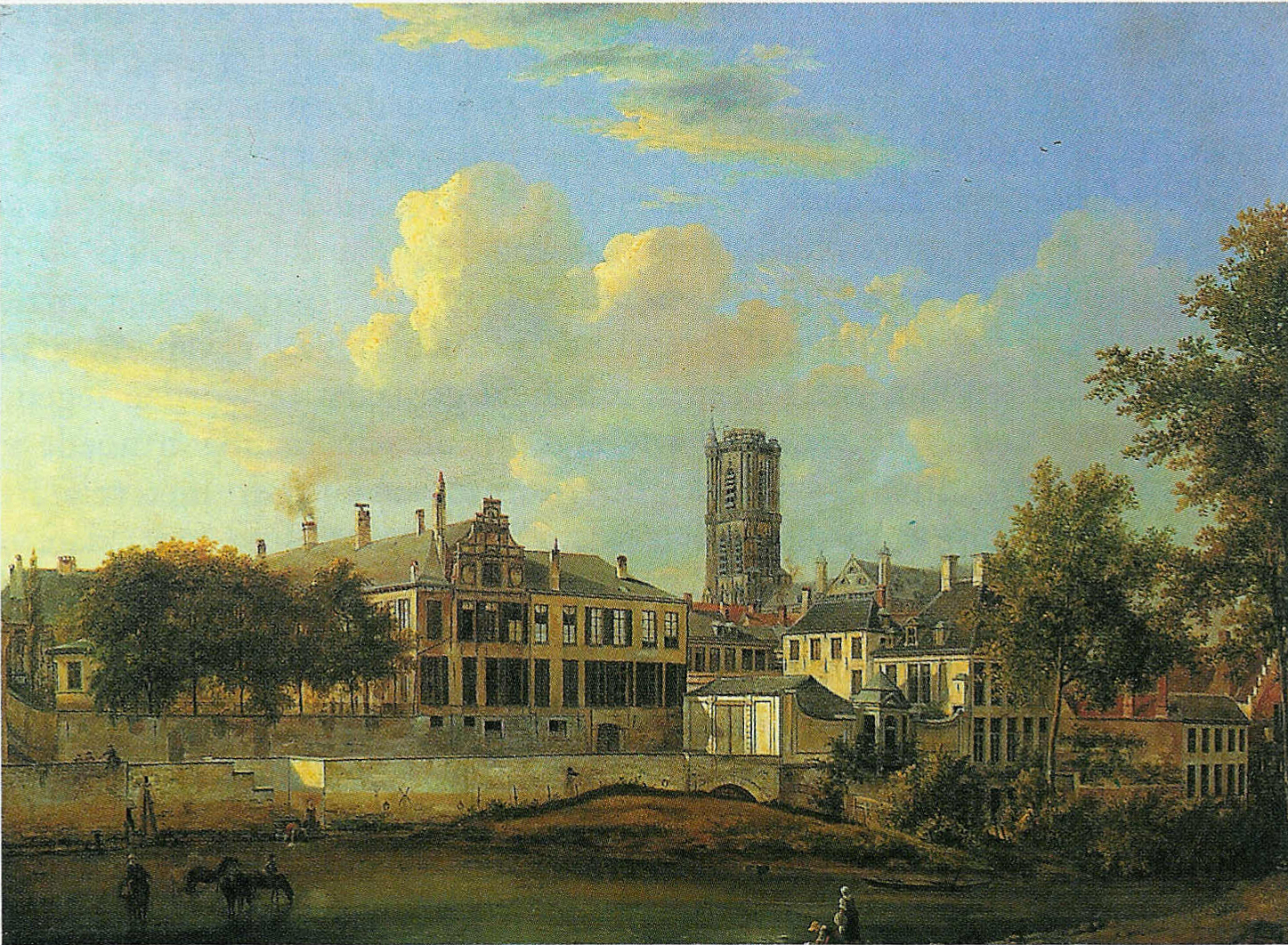
Het voormalige bisschoppelijk paleis in Gent (1819)

Pieter-Frans De Noter (Walem, 23 februari 1779 – Gent, 22 november 1842) (gezegd "de Jonge") was een Belgisch kunstschilder.

## Familie
Pieter-Frans De Noter (soms genaamd de Jonge) was de zoon van Pieter-Frans De Noter (soms genaamd de Oudere) (Walem 1747 - Mechelen 1830), die tekenlessen had gevolgd en architect was.
Junior kwam aan de Houtlei in Gent wonen, samen met zijn broer Jan-Baptist De Noter. Hij had ook enkele jaren zijn oom, Simon De Noter als zijn huisgenoot, voordat deze onder de naam Vader Bernardus de eerste algemeen overste van de Congregatie van De Broeders van Liefde werd. Pieter Frans De Noter (de oude) had drie zoons, die kunstschilder waren, en ook Pieter Frans De Noter (de jonge) had drie kinderen, die kunstschilder waren.
- Pieter-Frans De Noter l (1747 -1830)
  - Pieter-Frans De Noter ll
    - August De Noter (1806 - 1838)
    - Anne Marie De Noter (1803 - 1880)
    - Josephine De Noter (1805 - ?)

  - Jan-Baptist De Noter (1786 - na 1818). Dankzij zijn omvangrijke oeuvre van stadszichten en gebouwen, voornamelijk in Gent en Mechelen, zijn een groot aantal ondertussen verdwenen gebouwen door hem vereeuwigd. 
    - David Emile Joseph de Noter (1818 - Algiers, 1892) had hij een voorkeur voor het schilderen van interieurs, genretaferelen en stillevens met bloemen, vruchten en/of wild. In 1840 vestigde hij zich in Brussel en verbleef ook geregeld in Parijs. Hij werkte onder meer samen met Jean Auguste Leys, waarbij hij de groenten en fruit schilderde en Leys de personages.

  - Jan Frans de Noter (Walem 1787 - Mechelen 1855) volgde lessen aan de Mechelse Academie waar hij zich interesseerde in archeologie. Op latere leeftijd maakte hij olieverfschilderijen en aquarellen, waarbij hij oude stadsgezichten kopieerde.

## Levensloop
Aanvankelijk volgde De Noter een opleiding als beeldhouwer bij de Mechelse meester Jan-Frans Van Geel, tot in 1793. De Franse Revolutie en de implicaties daarvan in Vlaanderen verhinderden de finaliteit van zijn beeldhouwersopleiding. Samen met zijn vader en de schilder Willem-Jacob Herreyns, leraar aan de Mechelse Academie, werkte hij mee aan de decoratie van de St. Pieter- en Pauluskerk te Mechelen, die naderhand door de Fransen als Tempel van de Rede werd ingericht.
In die moeilijke Franse tijd werkte De Noter eerst als tekenaar, daarna als drukker in een fabriek van bedrukt katoen. In 1810 vestigde De Noter zich te Gent en omstreeks 1811 begon hij – aanvankelijk autodidact – te schilderen. Wel wordt de naam van Willem-Jacob Herreyns, toen leraar aan de Mechelse Academie, geciteerd in verband met zijn vorming. Het is echter niet duidelijk of dit voor of na 1811 was. Vanaf 1817 tot zijn overlijden was De Noter zelf leraar aan de Gentse Academie.
De Noter reisde in Nederland en Frankrijk en ondernam in 1821 een reis naar Zwitserland. In Gent bouwde hij zich een internationale reputatie op als schilder van stadsgezichten, kerkinterieurs en landschappen, vooral winterse taferelen. Hij deed dikwijls beroep op zijn vriend en collega Eugène Verboeckhoven om zijn schilderijen te "stofferen", ofwel te voorzien van personages en dieren. De thema's voor zijn schilderijen zocht en vond hij voornamelijk te Gent en omgeving, maar sporadisch ook in de andere Vlaamse steden zoals Brugge en Mechelen. Een van zijn voornaamste leerlingen was Victor Vervloet, in de jaren 1810-1815.
Naar de gebruiken van de tijd schilderde hij van zijn meest succesvolle onderwerpen één of meerdere replieken om aan de vraag van kunsthandelaars en verzamelaars te voldoen. Ook publiceerde hij een serie etsen, deels naar voorbeeld van de 17e-eeuwse schilder Meindert Hobbema.

## Tentoonstellingen
De Noter stelde regelmatig tentoon in de binnen- en buitenlandse salons,; destijds vrijwel de enige kans om ruchtbaarheid te geven aan zijn kunst. Het leverde hem tal van onderscheidingen op binnen het toen courant gehanteerde systeem van gouden, zilveren en bronzen eremedailles en vermeldingen.
- 1813, Salon 1813, Brussel (eervolle vermelding)
- 1837, Salon 1837, Brugge: drie stadsgezichten
- 1819, Tentoonstelling van Levende Meesters, Den Haag: “De Sint-Bavokerk te Gent – interieur”
- 1820, Salon, Gent (1ste prijs met “Gezicht op de St.Pieterskerk en de Schelde te Gent” en 2de prijs met een landschap)
- 1822, Tentoonstelling van Levende Meesters, Amsterdam: “Een binnenplaats met beelden”, “Een gezicht in Brugge”, “De kerk te Saint-Gervais bij Parijs”, “De Sint-Bavo te Gent. Interieur”, “Een trap in de Citadel van Gent”, “De Beestenmarkt te Gent” (met stoffering van E. Verboeckhoven)
- 1822, Salon, Douai
- 1822, Salon, Rijsel
- 1823, Tentoonstelling van Levende Meesters, Den Haag: “De Beestenmarkt te Gent” (met stoffage van Eugène Verboeckhoven)
- 1824, Tentoonstelling van Levende Meesters, Amsterdam: “Stadsgezicht met poort en andere gebouwen”, “Een binnenplaats met invallend zonlicht” (2x), “Stadsgezicht”
- 1825, Tentoonstelling van Levende Meesters 1825, Haarlem: “Stadsgezicht te Gent” (volgens de catalogus; in realiteit "De Veemarkt en de Sint-Pauluskerk in Antwerpen")
- 1826, Tentoonstelling van Levende Meesters, Amsterdam: “Brabants landschap”, “Gezicht op een kapel”, “Landschap met watermolen”
- 1827, Tentoonstelling van Levende Meesters, Den Haag: “Besneeuwd stadsgezicht in Gent”, “De Walpoortbrug te Gent”
- 1827, Tentoonstelling van Levende Meesters, Amsterdam: “Een hoeve met enkele kozakken” (met stoffage door J. Schultz)
- 1828, Tentoonstelling van Levende Meesters 1828, Amsterdam: “Vismarkt te Antwerpen” (stoffering van Eugène Verboeckhoven), “Het Kasteel van Havre bij Bergen”, “Gezicht bij de Predikherenkerk te Antwerpen”.
- 1830, Tentoonstelling van Levende Meesters, Amsterdam: “Stadsgezicht”
- 1830, Tentoonstelling van Levende Meesters, Den Haag: “Stadsgezicht”
- 1830, Salon, Boulogne (1ste prijs)
- 1835, Salon, Gent (gouden medaille)
- 1840, Tentoonstelling van Levende Meesters, Rotterdam: “Stadsgezicht te Gent, ’s winters” (stoffage van Eugène Verboeckhoven), “Stadsgezicht” (met stoffage van Eugène Verboeckhoven)
- 1841, Tentoonstelling van Levende Meesters, Den Haag: “De hoofdkerk te Villefranche in Zuid-Frankrijk”, “Stadsgezicht te Gent”
- 1842, Tentoonstelling van Levende Meesters, Amsterdam: “Stadsgezicht”

## Publicatie
- P.F. De Noter, Recueil de gravures à l'eau forte, dont plusieurs d'après Hobbema. Gent, eigen beheer, 1831

## Musea
- Amsterdam, Rijksmuseum : “Veemarkt en Sint-Pauluskerk te Antwerpen” (1825), "De Sassche Poort te Gent in de winter", "De kapel met het 'Lam Gods' van Van Eyck in de Sint-Baafs in Gent"
- Brugge, Sted. Musea, Steinmetzkabinet
- Brussel, K.M.S.K. van België : “De Sint-Niklaaskerk te Gent”
- Gent, STAM (voorheen Museum van de Bijloke) : “De Augustijnenkaai langs de Lieve te Gent” (1822), "Gezicht op de Walpoortbrug te Gent" (1835), “De Sint-Niklaaskerk te Gent” (1818)
- Gent, Stadsarchief, Atlas Goetgebuer doos 48, farde 85 : “De Sint-Niklaaskerk in Gent” (1816)
- Gent, Commissie voor Monumenten en Stadsgezichten : “De Schreiboomkapel langs de Leie inGent” (1820)
- Kortrijk, Stedelijk Museum : “Winter te Gent”
- La Fère, Musée Jeanne d’Aboville : “Gezicht vanop de Rozenhoedkaai te Brugge”
- Provincie Brabant